# Budakeszierdő
Budakeszierdő Budapest egyik  városrésze a II. és XII. kerületekben. Egy része a Budai Tájvédelmi Körzethez tartozik.

## Fekvése
Határai az Üdülő útra futó turistaút Budapest határától, Üdülő út, Szép Juhászné út, a Budakeszi út és Szép Juhászné út elágazásától délnyugatra futó turistaút a Jánoshegyi út leginkább északi fekvésű kanyarjáig, Jánoshegyi út, Konkoly-Thege Miklós út, a csillebérci gyermekváros és a KFKI északi és nyugati kerítése, Konkoly-Thege Miklós út Budapest határáig és végül a főváros határa az Üdülő útra futó turistaútig.

## Története
A Székesfőváros 1893-ban (más források szerint 1892-ben) vásárolta meg a 950 katasztrális hold területű erdőt Budakeszitől 600 000 koronáért, és az 1930. évi XVIII. törvénycikk alapján csatolták a fővároshoz. A városrészt eredetileg Erdődűlőnek nevezték. A vásárlással az erdő kivágását akarták megakadályozni. Sétautakkal látták el, így már korán kedvelt kirándulóhellyé vált. Az erdőben több völgy (pl. Virág-völgy) és köztük olyan kisebb magaslatok találhatóak, mint Ingovány, Meredek-csúcs, Diófás-tető, Magaskő.
A területet javarészt tölgyesek, bükkösök és betelepített fenyvesek borítják. Elzártsága és jó levegője miatt 1901-ben Korányi Frigyes kezdeményezésére megépítették az Erzsébet királyné Szanatóriumot, amely ma az Országos Korányi TBC és Pulmonológiai Intézet nevet viseli. Ugyanide épült a budai MÁV Kórház és az Országos Orvosi Rehabilitációs Intézet (egykor Fodor József TBC Intézet) is. Ide helyezték át az első világháborút lezáró Trianoni békeszerződés után az Ógyalláról költözni kényszerülő csillagvizsgálót, valamint itt épült fel a MTA Központi Fizikai Kutatóintézete (KFKI) is.
A terület megvásárlásakor ki akarták zárni a közlekedést[forrás?]. 1948-1949 között épült az Úttörővasút (ma Gyermekvasút), ami azóta észak-déli irányban szeli át a Budakeszi-erdőt, miközben három helyen is megáll: a Virágvölgy, a János-hegy és a Vadaspark megállóhely is e vidéken található.